# Comitê Brasileiro de Interesse Nacional Palestino
O Comitê Brasileiro de Interesse Nacional Palestino é um movimento popular que representa os interesses da nação Palestina no Brasil, cuja principal missão é trabalhar com o corpo legislativo do Brasil na legislação que fortalece a relação entre Brasil e Palestina.  
O movimento se posiciona através de acordos e tratados da Organização para a Libertação da Palestina (OLP) formada em nome do povo Palestino que vivem territórios Palestinos ou em exílio.
Fundado por membros da Diáspora Palestina, o movimento continua a ganhar apoio de membros do Conselho Central Palestino e do Conselho Nacional Palestino e lutas para construir uma ponte sobre a abertura entre a nação Palestina e a nação Brasileira, e assegurar-se de que o apoio Brasileiro para um estado Palestino independente permaneça vivo.

## História
Em 1993, os Estados Unidos trouxe tanto Palestinos quanto Israelenses a Washington. O presidente da OLP, Yasser Arafat, sentou junto com Shimon Peres, Presidente Israelense e, em um encontro com os líderes norte-americanos, foi estabelecida a Autoridade Nacional Palestina (ANP). O Presidente Arafat foi então democraticamente eleito como o primeiro presidente da ANP.
Mais tarde, muitos países (com exceções de alguns) permitiram que a ANP fosse o único representante do povo palestino. Isto continua até hoje, com a ANP não sendo reconhecida como a voz do povo palestino. O Comitê Brasileiro de Interesse Nacional Palestino, um movimento popular sem fins lucrativos, anseia por mudar isso, e tem como meta principal estabelecer um estado separatista Palestino.

## Realizações
Relações Brasil-Palestina
13/2/2008 - O Ministro de Relações Exteriores Brasileiro Celso Amorim e o Ministro de Negócios Estrangeiros da Palestina Riyad al-Malki assinaram um acordo estimulado pelo Comitê Brasileiro de Interesse Nacional Palestino que designa a Palestina como maior aliado da Liga Árabe do Brasil.  O acordo abrange um dos acordos mais compreensivos jamais assinados entre os dois países, marcando um momento decisivo em suas relações. O acordo realça a importância de trabalhar juntos e estar ciente do valor de distinto diálogo e concorda com conversas regulares e reuniões periódicas entre os presidentes, ministros de relações exteriores, e entre o conselho de ministros e comitês executivos de ambas nações.
Paz Palestino-Israelense
23/10/2008 - A Palestina obteve nas reuniões estimulado pelo Comitê Brasileiro de Interesse Nacional Palestino, o compromisso do presidente do Brasil Lula da Silva para ajudar com dessas negociações de paz em relação ao Direito de Retorno dos palestinos para a Terra Santa, nas conversas reservadas que terá no mês de Novembro-Dezembro 2008 com os presidentes Nicolas Sarkozy, da França, e Dmitri Medvedev, da Rússia.